# Legio II Italica
Legio II Italica (II Італійський легіон) — римський легіон. До 211 року мав прізвисько Pia Fidelis. На двох написах він має назву legio secunda Divitensium Italica.

## Історія
Заснований імператором Марком Аврелієм у 165 році. Спершу був відомий під ім'ям II Pia. Його першим місцем перебування була Паннонія. У 170 році деякий час стояв у Далмації. З 171 року брав участь у двох війнах проти маркоманів. У 180 році був призначений гарнізоном до провінції Норік, яку і займав протягом всієї Імперії. Стояв у Лавріаку (м. Лінц, Австрія). По всій провінції знайдені написи і черепиці зі штампом легіону.
У 193 році підтримав Септимія Севера у боротьбі за владу проти Песценія Нігера та Клодія Альбіна, а у 195 та 197–198 роках брав участь у парфянських походах. З 208 до 211 року вексилярії легіону брали участь у поході проти піктів та північних бриттів. У 205 році повернувся́ до Лавріаку. У 213 році — учасник походу імператора Каракалли проти германського племені алеманів. У 215 році бився проти племені квадів.
За імператора Максиміна Фракійця 238–244 роках воював проти даків та германців. У 260 році брав участь у перському поході імператора Валеріана. Присутній на монетах імператора Галлієна. У 270–275 році у складі війська імператора Авреліана придушував повстання цариці Зенобії з Пальміри. У 282 році підтримав у боротьбі за владу імператора Кара.
У IV ст. він був розділений на багато частин, одна в — Лавріаці, інша в Лентії, третя в Йовіаці, окремий загін знаходився в Африці. За наказом імператора Діоклетіана отримав підкріплення легіоном лімітанів — Legio I Noricorum.
У 310 році завдав поразки племені маркоманів. У 311 році вексилярії стояли в Колонії Августів (сучасне м. Кельн). З 312 року був частиною армії Костянтина Великого, воював проти Максенція. З 341 року за імператора Констанція II стояв в Лавріаку, продовжив знаходитися в Норіку за імператорів Валентиніана I й Граціана. Знаходився у Норіку за самої загибелі Західної Римської імперії.